# Disconnessione (Scientology)
La disconnessione, nell'accezione usata in Scientology, descrive la rottura di ogni legame e rapporto tra lo scientologist e un amico, un collega o propri familiari ritenuti antagonisti di Scientology. Tra gli scientologist si afferma che tale pratica, e quindi la spinta a rompere ogni rapporto con i propri cari, è determinata dalla necessità di rimuovere ogni ostacolo alla propria crescita spirituale.
La pratica della disconnessione è tuttavia oggetto di controversia laddove essa ha causato la fine di matrimoni e ha comportato la separazione dei figli dai genitori.

## Le basi della regola
Chiunque si oppone o ha un comportamento antagonista verso Scientology è visto dall'organizzazione come una persona antisociale, o una fonte potenziale di guai (PTS cioè Potenzial Trouble Source) o una persona soppressiva. Scientology insegna ai propri membri che la frequentazione di queste persone impedisce il cammino lungo il ponte della libertà totale.
Fu il fondatore di Scientology L. Ron Hubbard a tracciare le policy relativa alle persone soppressive e alla disconnessione: